# Leroy Burrell
Leroy Burrell, född 21 februari 1967 i Philadelphia, Pennsylvania, är en amerikansk före detta sprinterlöpare med en framstående karriär. Burrell har innehaft världsrekordet över 100 meter vid två tillfällen. År 1991 noterade Burrell 9,90s vid tävlingar i New York, 0,02s bättre än landsmannen Carl Lewis rekord från olympiaden i Seoul 1988. Lewis återtog emellertid rekordet vid VM-finalen i japanska Tokyo samma år, 1991; detta med tiden 9,86s. Burrell vann silvret efter att ha noterat 9,88s.
Vid GP-tävlingen i schweiziska Lausanne 1994 återtog Burrell rekordet med tiden 9,85s. Denna tid stod sig till olympiaden i Atlanta då den Jamaicafödde kanadensaren Donovan Bailey noterade 9,84s.
Förutom silvret vid världsmästerskapen 1991 saknar Burrell individuella medaljer från världsomfattande mästerskap. Vid olympiaden i katalanska Barcelona var Burrell storfavorit men misslyckades kapitalt och blev bara femteplacerad i en långsam final. Burrell orsakade en omstart och när startskottet gick en andra gång staplade han ut ur blocken och kom egentligen aldrig in i loppet. I semifinalen hade Burrell imponerat stort och han vann den på 9,97 för Linford Christie. I finalen noterade Burrell måttliga 10,10, medan Christie vann på 9,96. Medan britten löpte ärevarv låg Burrell länge kvar vid mållinjen och förbannade sitt öde.
Burrell har emellertid vunnit ett flertal guldmedaljer i stafett 4x100 meter; VM 1991 och 1993 och OS 1992. Vid finalen OS-finalen 1992 noterade laget Mike Marsh, Burrell, Dennis Mitchell och Carl Lewis ett nytt världsrekord på 37,40s. Denna tid tangerades av laget Jon Drummond, Andre Cason, Mitchell och Burrell vid VM-semifinalen i Stuttgart.
Burrell föddes i Philadelphia men växte upp i Lansdowne i Pennsylvania.